# Capnella erecta
Capnella erecta är en korallart som beskrevs av Verseveldt 1977. Capnella erecta ingår i släktet Capnella och familjen Nephtheidae. Inga underarter finns listade i Catalogue of Life.